# Alice Konečná
Alice Konečná (* 2. května 1987 Gottwaldov) je česká zpěvačka populární hudby. Mezi její největší hity patří „Holka co máš ji rád“, „Proč ráda tě mám“, „Vzducholoď“ (projekt Le Monde).

## Životopis v datech
2012
- leden – Začala pracovat na novém albu s producentem Honzou Gajdošem.
- březen – EMP Music vydalo první singl „Jedna noc“ od autorů Jud Friedman, Jonathon Shorten, Allan Rich, k němuž český text napsal Tomáš Klus.[1]
- duben – Byly spuštěny nové webové stránky Alice Konečné.

2011
- leden – Celý rok pracovala s manželem Luďkem Malárem na projektu 80´Factory.
- květen – Byla v porotě hudební soutěže Czechtalent 2011.
- říjen – Začala natáčet album s producentem Honzou Gajdošem. Na textech spolupracoval Tomáš Klus a Viktor Dyk.
- prosinec – Vánoční koncert 2011 Alice Konečné a jejích hostů ve Zlíně.

2010
- leden – Americká agentura IMTA ji pozvala do poroty Talentshow IMTA v Los Angeles.
- květen – Byla v porotě hudební soutěže Czechtalent 2010.
- prosinec – Vánoční koncert Alice Konečné a jejích hostů ve Zlíně.

2009
- leden – Skončil muzikál Kleopatra.
- květen – Byla v porotě hudební soutěže Czechtalent 2009.
- červen – Byla hostem na koncertu ČRo,k 80. výročí zahájení vysílání.
- srpen – Narodil se syn Davida.
- prosinec – Vánoční koncert Alice Konečné a jejích hostů ve Zlíně.

2008
- únor – Skladba Vzducholoď byla nominována na hit roku 2007.
- březen – Le Monde získal nominaci České hudební akademie, na cenu Anděl v kategorii objev roku.
- březen – Po dohodě odešla z projektu Le Monde.
- září – Znovu nastoupila do muzikálu Kleopatra, do role Fulvie.
- prosinec – Její vánoční koncert a jejích hostů ve Zlíně.

2007
- únor – Přišla nabídka od producenta Petra Fidera na projekt Le Monde.
- duben – Skladba "Vzducholoď" s projektu Le Monde, bodovala v hitparádě ESO.
- květen – Skladba "Vzducholoď" uspěla v hitparádě T-Music.
- červen – "Vzducholoď" se stala jednou z nejhranější skladeb v českých rádiích.
- listopad – Le Monde získal nominaci v anketě Český slavík,v kategorii objev roku.
- prosinec – Vánoční koncert Alice Konečné a jejích hostů ve Zlíně.

2006
- březen – EMP Music vydalo singl Tears In Heaven.
- červen – EMP Music vydalo singl Baby Baby.
- září – Nastoupila do muzikálu Kleopatra, do role Fulvie.
- prosinec – Česká televize odvysílala dokument jí věnovaný "Nehasit hořím"
- prosinec – Vánoční koncert Alice Konečné a jejích hostů ve Zlíně.

2005
- leden – Získala další cenu "Zlatá dvanáctka" od ČRo1-Radiožurnál.
- květen – Dokončila své 4. album.
- červenec – V New Yorku zasedla v porotě Talentshow, pořádané agenturou I.M.T.A.
- červenec – Přešla exkluzivně pod agenturu Petra Novotného.
- srpen – Vyšel singl "Magnet"
- září – EMP Music vydalo album Magnet.
- prosinec – Vánoční koncert Alice Konečné a jejích hostů ve Zlíně.

2004
- leden – SONY MUSIC vydalo album "Věrně nevěrná Archivováno 28. 5. 2020 na Wayback Machine."
- leden – Získala ocenění "Zlatá dvanáctka" od ČRo1-Radiožurnál.
- květen – natočila videoklip "Proč ráda tě mám"
- červenec – Režisérka Hana Pinkavová začala pro Českou televizi točit dokument o Alici Konečné.
- září – EMP Music vydalo album, které natočila v L.A.,pod názvem "Girl".
- říjen – Začala pracovat na 4. albu.
- prosinec – Vánoční koncert Alice Konečné a jejích hostů ve Zlíně.

2003
- leden – V Los Angeles, ve studiu Michaela Jaye a pod jeho vedením, natočila druhé album.
- březen – Podepsala smlouvu s vydavatelstvím SONY CZ.
- květen – Po dohodě s vedením SONY, přetočila album do češtiny.
- červenec – V New Yorku zasedla v porotě Talentshow, pořádané agenturou I.M.T.A.
- červenec – Zúčastnila se festivalu Voice Of Asie v Kazachstánu, kde získala cenu ministra kultury.
- září – Na pozvání Elánu, vystoupila s kapelou jako předskokan na jejich Megakoncertu na Letné
- září – Ve spolupráci s Gábinou Osvaldovou natočila pro EMI písničku "Ferda Mravenec".
- říjen – Začala spolupracovat s nadací Kapka naděje
- prosinec – Uskutečnil se 1.samostatný Vánoční koncert Alice Konečné ve Zlíně.

2002
- leden – Začala natáčet své debutové album "Holka, co máš ji rád", které produkoval Luděk Malár.
- květen – EMP Music zastupovala na festivalu Discovery v Bulharsku, kde jako nejmladší soutěžící, obsadila 3. místo.
- červen – Vyšel 2. singl "Holka, co máš ji rád", skladbu hrálo i rádio Impuls a Čro Radiožurnál.
- červenec – S kameramanem Tomášem Krestou natočila klip na skladbu "Holka, co máš ji rád", zároveň vyšlo stejnojmenné album.
- září – Začala spolupracovat s Martinem Hrdinkou na projektu "Velká muzikálová show".

2001
- Zúčastnila se projektu „Co láska si žádá“ pro firmu Fischer Entertaiment.
- Vyhrála konkurz na hlavní roli v muzikálu „Johanka z Arku“, ale bohužel z důvodů nezletilosti nemohla být smlouva podepsána.
- Odstěhovala se do Prahy a ZŠ dokončila již v Praze. Na podzim vydala EMP Music její první singl, skladbu od Markéty Mazourové "Tisíce Přání".
- Poprvé vystupovala v ČT, v Silvestrovském pořadu po boku zpěvaček jako jsou Věra Špinarová, Daniela Šinkorová a další se skladbou od Michaela Jaye, „Co láska si žádá“.

2000
- Postoupila do finále interpretační soutěže Zlíntalent 2000.
- Po festivalu začala spolupráce s Luďkem Malárem a agenturou EMP Music.
- Začala navštěvovat hodiny zpěvu u profesorky Lídy Nopové.
- Agentura EMP Music ji vyslala na festival Children "International Nile Song Festival" v Káhiře, kde obdržela cenu FIDOF.

1998
- Vyhrála dětskou pěveckou soutěž "Zlatá nota".

## Diskografie

### Singly
- Tisíce přání (2000)
- Co láska si žádá (2000)
- Ty snad mě předěláš (2001)
- Holka co máš ji rád (2002)
- Idol (2002)
- Vánoční maxi singl (2002)
- Až na kraj světa (Best of) (2003)
- Proč ráda tě mám (2004)
- Break Up With Her (2004)
- Magnet (2005)
- Pouhý známý (2005)
- Tears In Heaven (2006)
- Baby Baby (2006)
- Vzducholoď (2007) Le Monde
- Jedna noc (2012)

### Sólová alba
- Holka co máš ji rád (2002)
- Věrně nevěrná (2004)
- Girl (2005)
- Magnet (2006)

Projekt Le Monde
- Vzducholoď (2007)

### Muzikály
- Velká muzikálová show (2002–2003)
- Kleopatra (2006–2009) – Fulvie
- Sibyla – Královna ze Sáby (03/2017 – současnost)

## Ocenění
- 1998 – vítězka pěvecké soutěže Zlatá nota
- 2000 – finalistka Zlíntalentu 2000
- 2000 – Children International Nile Song Festival v Káhiře, obdržela cenu FIDOF
- 2002 – Festival Discovery v Bulharsku, obsadila 3. místo
- 2003 – Festival Voice Of Asie v Kazachstánu, dostala cenu ministra kultury
- 2004 – "Zlatá dvanáctka" ČRo1-Radiožurnál, za skladbu "Proč ráda tě mám"
- 2007 – nominace Le Monde v anketě Český slavík, v kategorii Objev roku
- 2008 – nominace Le Monde na cenu Anděl, v kategorii Objev roku